# Калинівський ландшафтний заказник
Кали́нівський заказник — ландшафтний заказник місцевого значення в Україні. Розташований на території Волноваського району Донецької області, на території Калинівської сільської ради.
Площа — 24 га, статус отриманий у 2018 році.
Природна балка, яка розгалужена вздовж лівого берега р. Кальчик з меотичними, пертрофічними та справжніми степами.

## Галерея

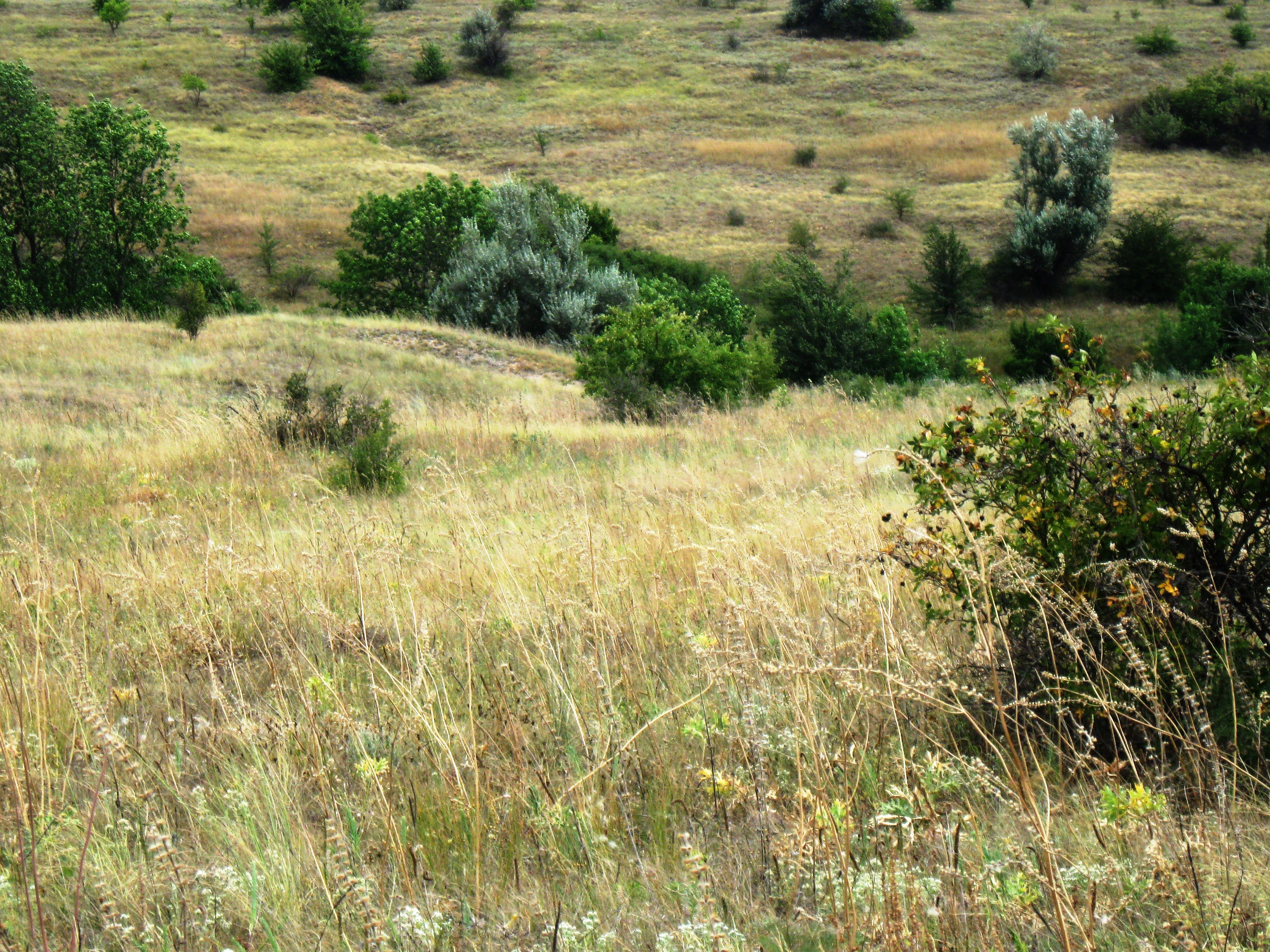
Калинівський ландшафтний заказник, околиці с. Анадоль. 27 липня 2020 року
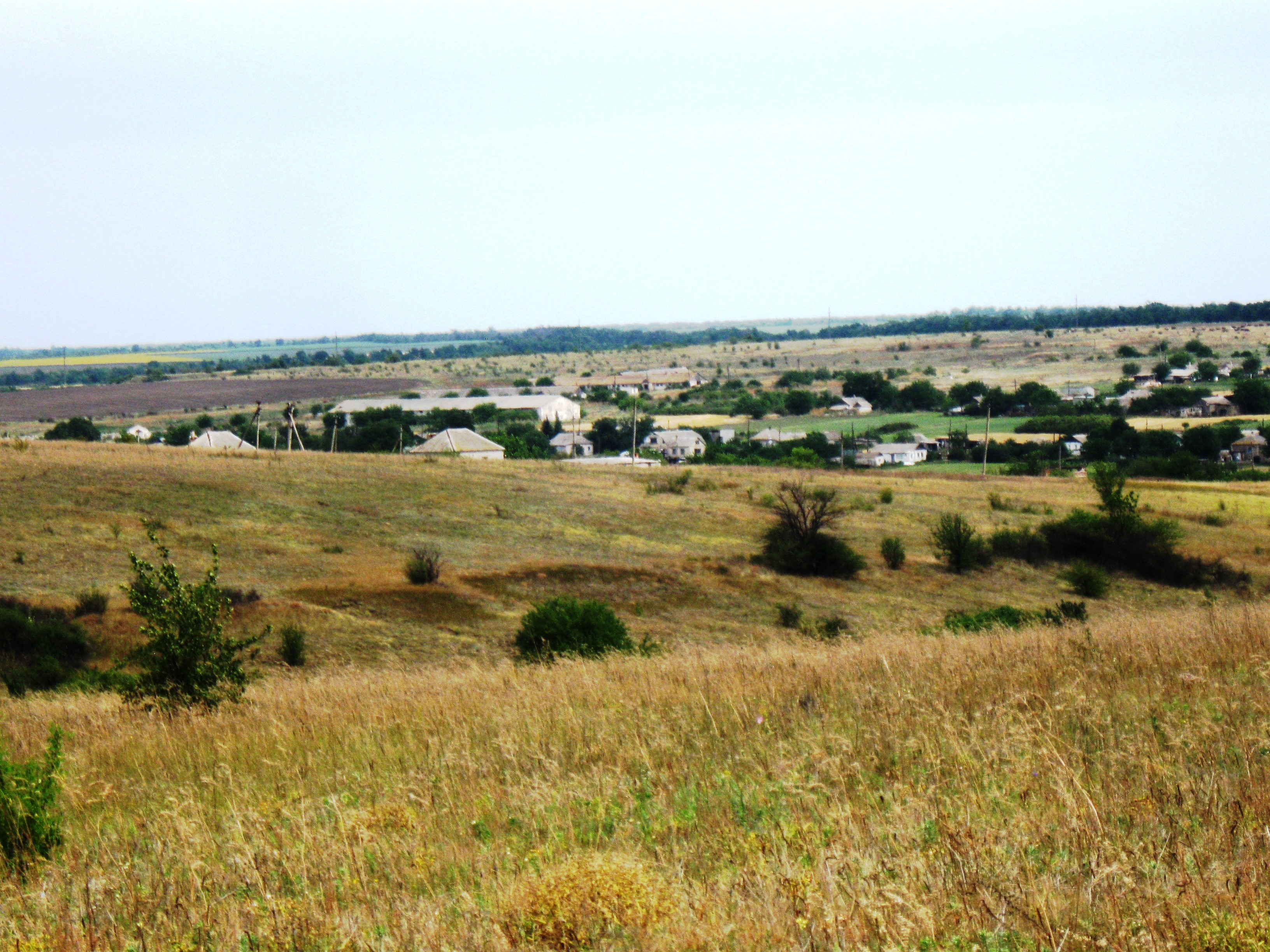
Калинівський ландшафтний заказник, с. Анадоль. 27 липня 2020 року
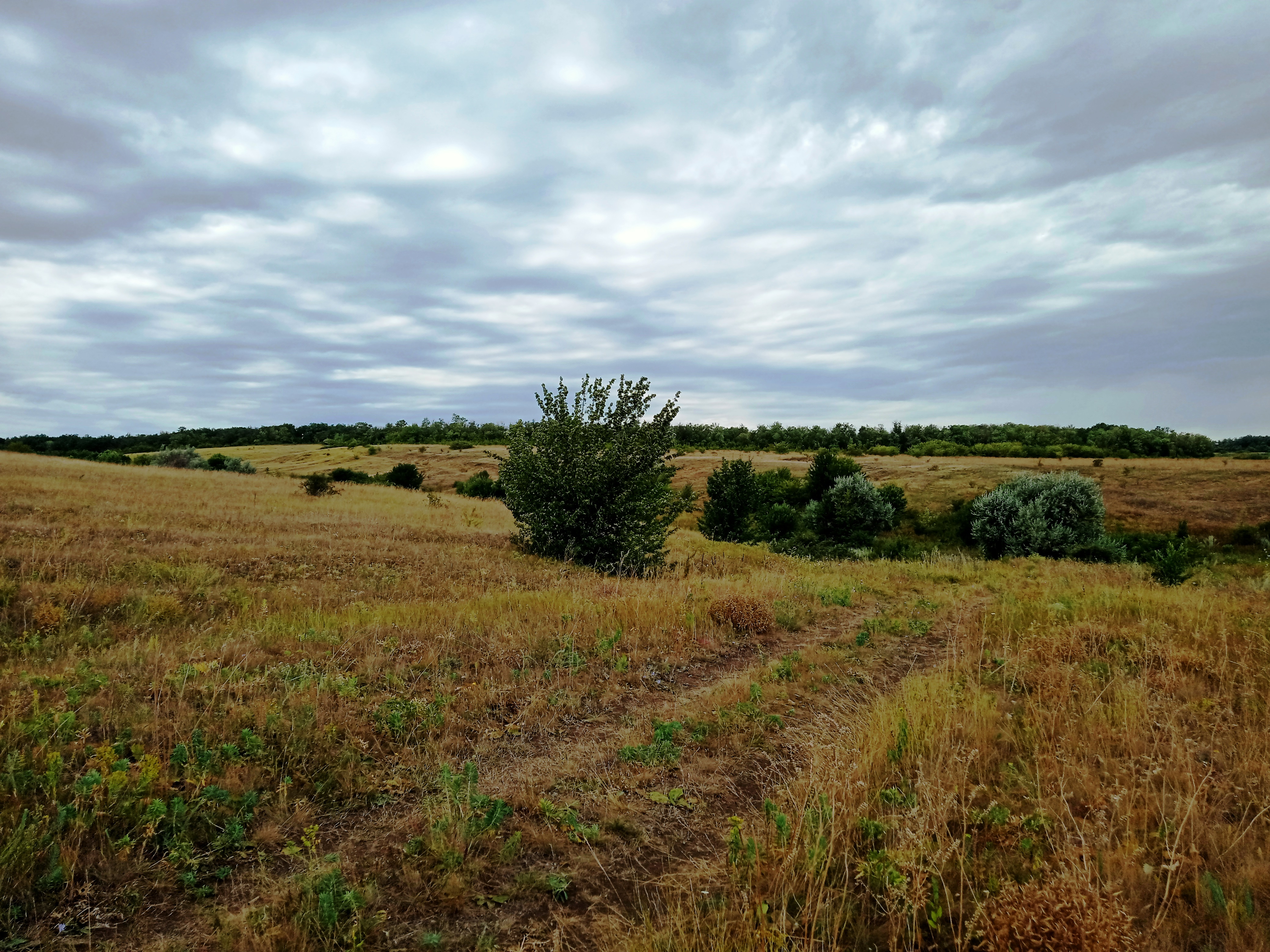
Калинівський ландшафтний заказник, околиці с. Анадоль. 27 липня 2020 року
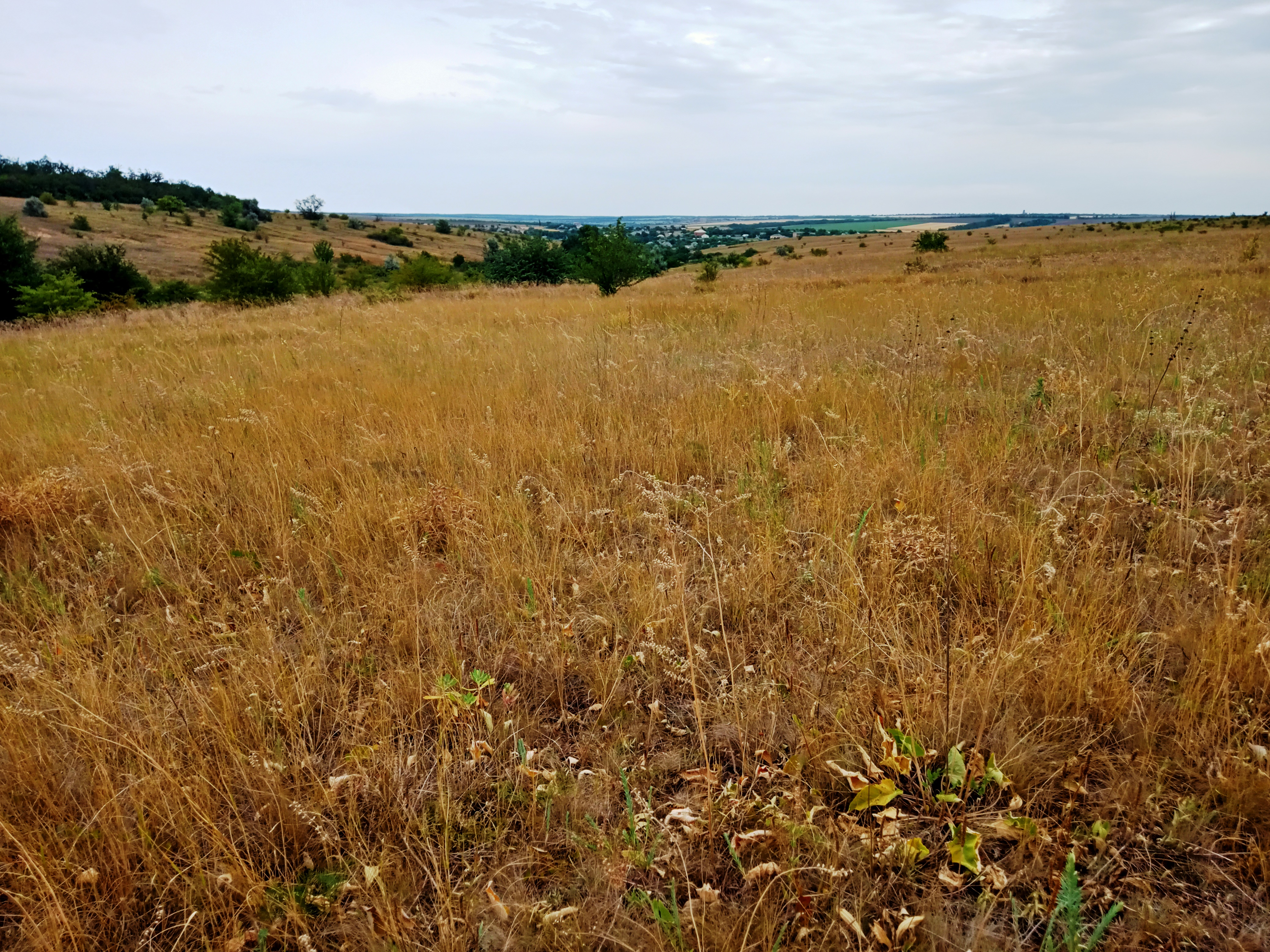
Калинівський ландшафтний заказник, околиці с. Анадоль. 27 липня 2020 року
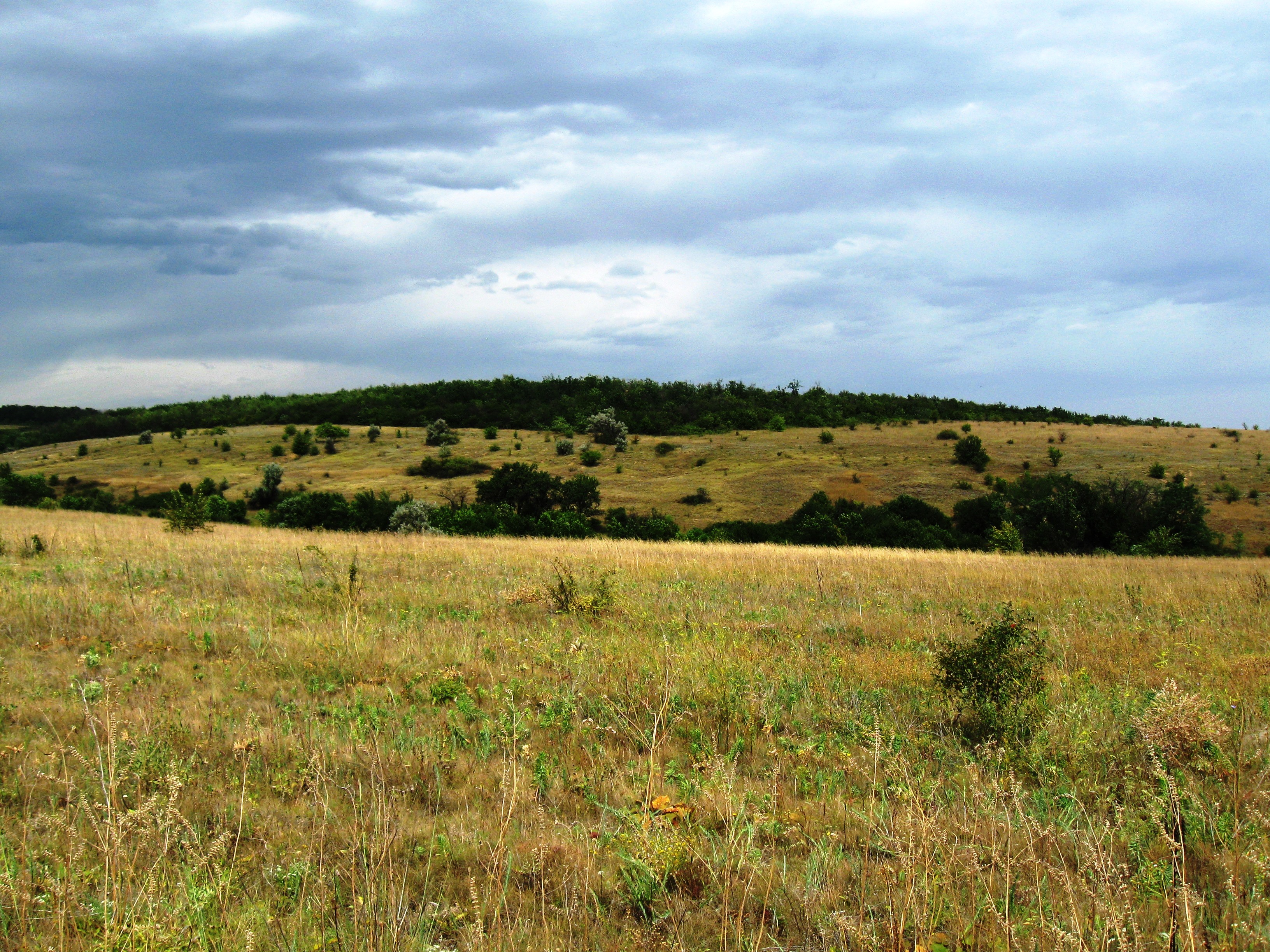
Калинівський ландшафтний заказник, околиці с. Анадоль.  27 липня 2020 року
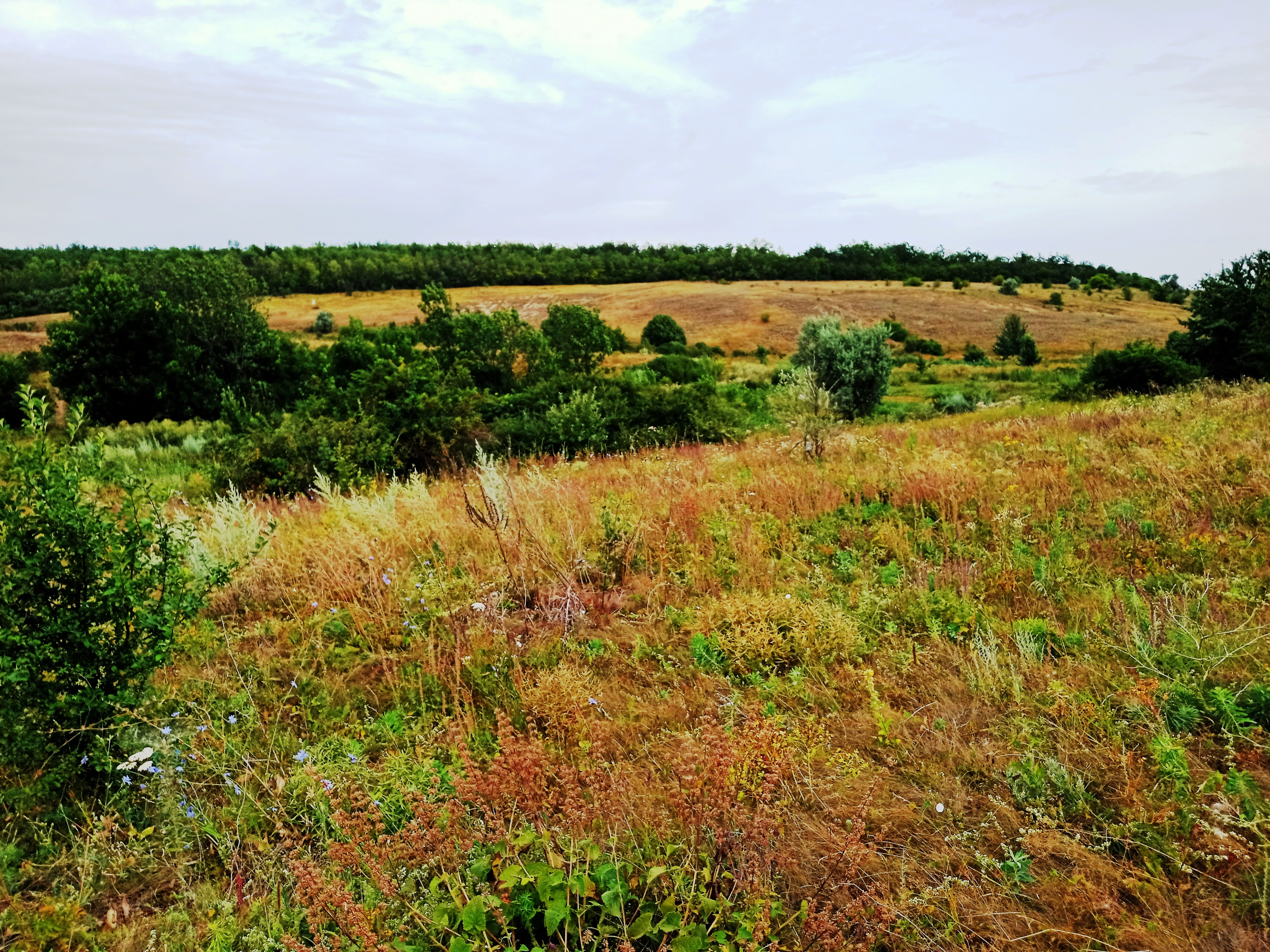
Калинівський ландшафтний заказник, околиці с. Анадоль.27 липня 2020 року